# Жозе да Силва Вијегас
Жозе да Силва Вијегас (порт. José da Silva Viegas; Дили, 24. август 2003) источнотиморски је пливач чија ужа  специјалност су спринтерске трке слободним стилом. 

## Спортска каријера
Вијегас је дебитовао на међународној пливачкој сцени на Светском првенству у малим базенима у Хангџоуу 2018. где је заузео претпоследње 123. место у квалификацијама трке на 50 метара слободним стилом.
Пливао је и на светском првенству у великим базенима у корејском Квангџуу 2019, а једину трку у којој се такмичио, ону на 50 слободно, завршио је у квалификацијама на 126. месту са временом од 29,51 секунде.